# Poongsan
Poongsan – południowokoreański dramat romantyczny w reżyserii Juhna Jai-honga, którego premiera odbyła się 23 czerwca 2011 roku.
W 2011 roku podczas 6. edycji Rome Film Festival Juhn Jai-hong był nominowany do nagrody Golden Marc’Aurelio Award. Podczas 12. edycji Tokyo Filmex był nominowany do nagrody Grand Prize.

## Fabuła
Przekraczający granicę pomiędzy Północną a Południową Koreą kurier otrzymuje wielkie zlecenie.

## Obsada
Źródło: Filmweb

- Yoon Kye-sang – Poongsan
- Kim Gyu-ri – In-ok
- Kim Jong-soo – północnokoreański urzędnik zdrajca
- Han Gi-joong – szef sekcji
- Choi Moo-seong – dowódca grupy
- Yoo Ha-bok – północnokoreański urzędnik
- Bae Yong-geun – Wilk
- Kim Jeong-seok – członek oddziału uderzeniowego
- Jo Jae-ryong – członek oddziału uderzeniowego
- Lee Nak-jun – członek oddziału uderzeniowego
- Kim Yeong-hoon – członek oddziału uderzeniowego
- Kim Yun-tae – główny strażnik
- Joe Odagiri – północnokoreański żołnierz